# Первое еврейское кладбище (Одесса)
Первое еврейское кладбище (известно как Старое еврейское кладбище) — ныне утраченное кладбище Хаджибея и впоследствии Одессы.
Одним из самых первых кладбищ Одессы было находившееся в районе Хаджибеевского лимана (разрушено в 1930-е годы). Его остатки были уничтожены коллаборационистами, которые во время оккупации Одессы в Великую Отечественную войну поломали оставшиеся надгробия и распахали территорию кладбища.
Некрополь Первого (впоследствии Старого) кладбища был создан в 1770-х годах (ещё до официального создания Одессы), там были могилы 1792 года. Кладбище было снесено в 1936—1937 годах большевиками.
По свидетельствам очевидцев, при сносе кладбища некоторые могилы вскрывалась и подвергалась разграблению. Снесены были только памятники кладбища, а сами захоронения при этом не переносились.
По дошедшим до нас данным, в 1912 году на кладбище сохранилась самая первая могила Старого еврейского кладбища. На то время кладбище уже было закрыто для захоронений и являлось мемориалом. В те годы евреев, за очень редкими исключениями, уже хоронили на Новом еврейском кладбище (также известном ныне как Второе еврейское кладбище). На кладбище находились старинные фамильные склепы. Здесь также в специальной священной для евреев могиле были захоронены старинные свитки Торы, которые были изорваны во время еврейского погрома в октябре 1915 года.
На месте еврейского кладбища ныне школа № 79 (ул. Водопроводная № 13), стадион «Январец», плавательный бассейн, спортивные и административные здания (пер. Высокий № 17). От входа на кладбище сохранились четыре небольшие колонны жёлтого цвета.